# Kolossiborgen
Kolossiborgen är en borg som ligger några kilometer utanför staden Limassol på ön Cypern. Den ursprungliga borgen bygges troligtvis år 1210 av frankisk militär när kung Hugo I av Cypern gav landet runt byn Kolossi till Hospitalsorden.
År 1306 övertogs borgen av Tempelriddarna men återtogs av Hospitalsorden 1313. Den nuvarande borgen byggdes på ruinerna av den gamla år 1454. Tornet, som är 21 meter högt och 16 meter brett, är inrett med bostad och representationslokaler på övervåningen. Borgen hade en strategisk betydelse och producerade både vin och rörsocker, en av Cyperns viktigaste exportvaror under medeltiden.
Enligt sägnen anfölls Kolossi av Rickard Lejonhjärta i samband med erövringen av Cypern.